# Comuna Călmățuiu de Sus, Teleorman
Călmățuiu de Sus (în trecut, Băsești) este o comună în județul Teleorman, Muntenia, România, formată din satele Băcălești, Călmățuiu de Sus (reședința) și Ionașcu.

## Așezare
Comuna se află situată pe DJ679, drum pe care se întind ca într-un șirag mai multe comunități cunoscute sub numele de Valea Călmățuiului. Venind dinspre Roșiorii de Vede pe DN6 în direcția Caracal, se intră în județul Olt, iar din centrul comunei Mihăiești pornește în partea stângă o șosea aparținătoare acestui județ.

## Istorie
La sfârșitul secolului al XIX-lea, comuna purta numele de Băsești, făcea parte din plasa Călmățuiul al județului Teleorman și era alcătuită din cătunele Băsești și Rața, având o populație de 2456 de locuitori. În comună funcționa două biserici și o școală mixtă.
În Anuarul Socec din 1925, apar deja comunele Băsești și Băcălești în plasa Roșiorii de Vede a aceluiași județ și cu o populație de 2580 de locuitori (în comuna Băsești) și 1875 de locuitori (în comuna Băcălești). În anul 1931, satul Rața a fost retrocedat comunei Băcălești, iar comunei Băsești îi este alipită satul Ionașcu.
În anul 1950, comunele au trecut în administrația raionului Drăgănești-Olt al regiunii Argeș. Între timp, comuna Băcălești a fost desființată și inclusă în comuna Băsești, iar în anul 1964, comuna Băsești a primit numele de Călmățuiu.
În anul 1968, a fost transferată la județul Teleorman, fiind redenumită în Călmățuiu de Sus, pentru a o deosebi de o altă comună cu același nume, având structura actuală. Tot atunci, comuna Băcălești a fost desființată și inclusă în comuna Călmățuiu de Sus, iar satul Rața a fost desființat și contopit cu satul Călmățuiu de Sus.

## Demografie
Componența etnică a comunei Călmățuiu de Sus
     Români (84,01%)
     Alte etnii (15,99%)
Componența confesională a comunei Călmățuiu de Sus
     Ortodocși (83,49%)
     Alte religii (1,1%)
     Necunoscută (15,42%)
Conform recensământului efectuat în 2021, populația comunei Călmățuiu de Sus se ridică la 1.732 de locuitori, în scădere față de recensământul anterior din 2011, când fuseseră înregistrați 2.282 de locuitori. Majoritatea locuitorilor sunt români (84,01%). Din punct de vedere confesional, majoritatea locuitorilor sunt ortodocși (83,49%), iar pentru 15,42% nu se cunoaște apartenența confesională.

## Politică și administrație
Comuna Călmățuiu de Sus este administrată de un primar și un consiliu local compus din 11 consilieri. Primarul, Lucrețiu-Bogdan Udrea[*], de la Partidul Național Liberal, este în funcție din 1 noiembrie 2024. Începând cu alegerile locale din 2024, consiliul local are următoarea componență pe partide politice:
|  | Partid                    | Consilieri | Componența Consiliului | Componența Consiliului | Componența Consiliului | Componența Consiliului | Componența Consiliului | Componența Consiliului |
|  | ------------------------- | ---------- | ---------------------- | ---------------------- | ---------------------- | ---------------------- | ---------------------- | ---------------------- |
|  | Partidul Național Liberal | 6          |                        |                        |                        |                        |                        |                        |
|  | Partidul Social Democrat  | 5          |                        |                        |                        |                        |                        |                        |

## Monumente istorice
Singurul monument istoric al comunei Călmățuiu de Sus este Biserica "Sfinții Arhangheli Mihail și Gavril" din sat, localizat în centrul comunei și datând din anul 1835.